# Opgeldenaken
Opgeldenaken (Frans: Jodoigne-Souveraine, Waals: Djodogne Sovrinne) is een dorp in de Belgische provincie Waals-Brabant en een deelgemeente van Geldenaken. Tot 1 januari 1977 was het een zelfstandige gemeente. Het dorp ligt aan de Grote Gete, stroomopwaarts ten opzichte van Geldenaken.

## Bezienswaardigheden
- De Sint-Petruskerk (Église Saint-Pierre) is gebouwd in 1769-1771 en bezit een toren uit 1681.
- De Onze-Lieve-Vrouw-van-Zeven-Smartenkapel (Chapelle Notre-Dame des Sept Douleurs) is een betreedbare veldkapel van 1688.
- Het Kasteel van Opgeldenaken (Château de Jodoigne-Souveraine) was al vanaf de 12e eeuw een herenzetel. Het huidige kasteel is van 1763-1764 en is opgenomen in de lijst van Uitzonderlijk onroerend patrimonium van Wallonië.
- De Moulin Conard: is een turbinemolen op de Grote Gete, gebouwd in 1848 en een geklasseerd monument.
- De Moulin de la Batterie is een turbinemolen op de Grote Gete, gelegen in het gehucht La Bruyère.
- De Oude cure is een ommuurde pastorij uit 1733.
- Het Café Jacquet is al ongeveer 200 jaar in een gebouw uit de 18e eeuw; de feestzaal was in de 1828 een smidse.

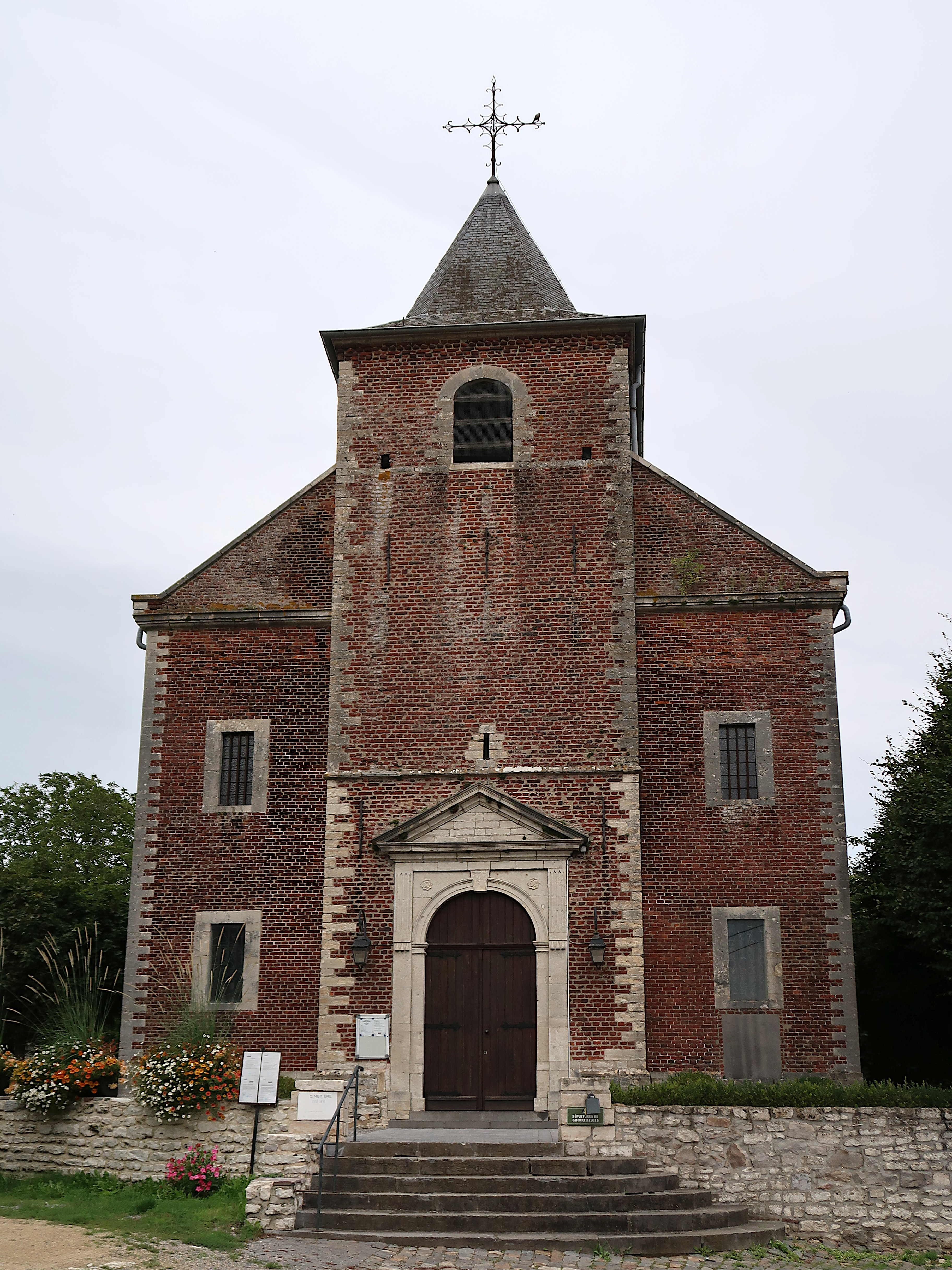
Sint-Petruskerk
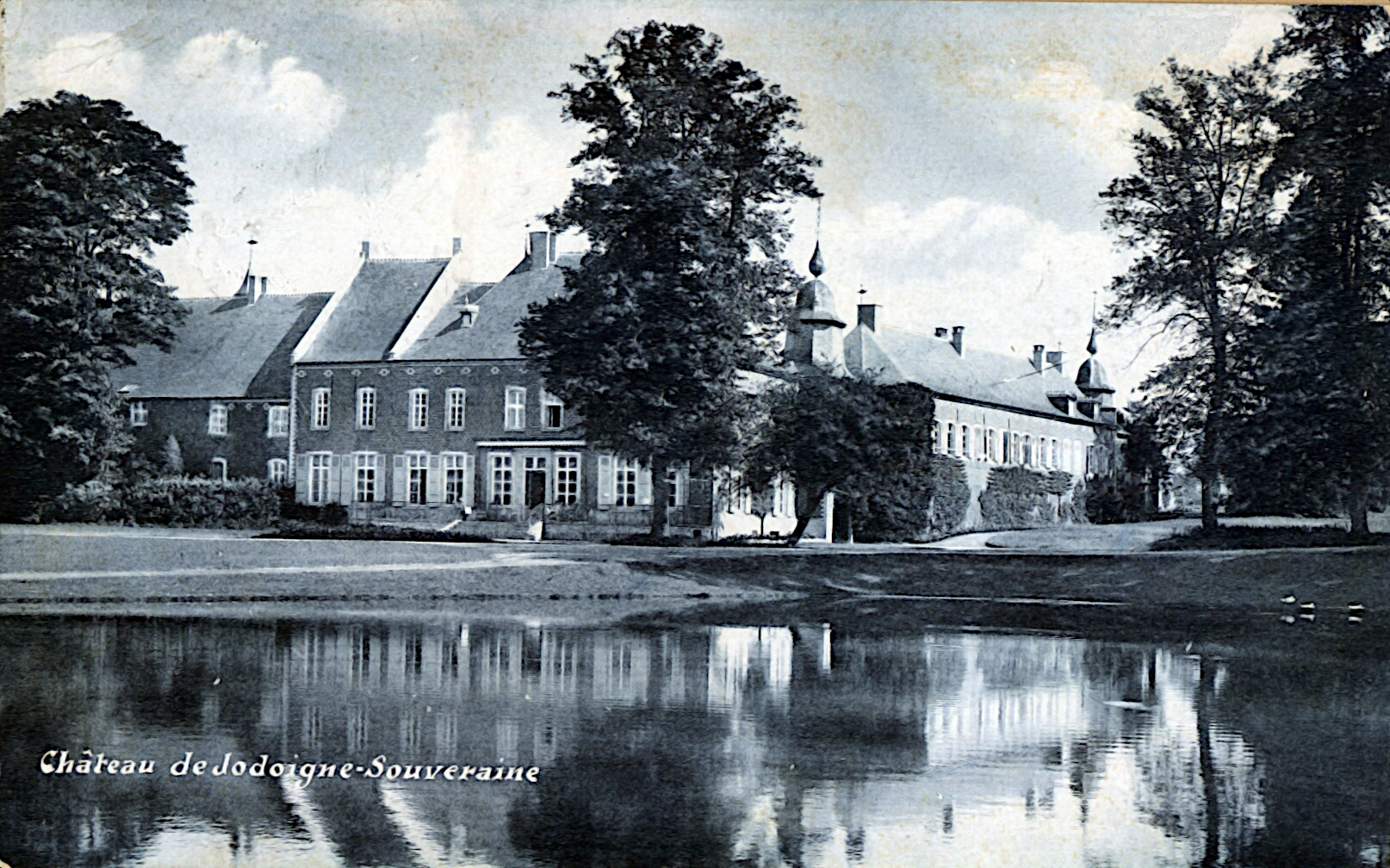
Het kasteel van Opgeldenaken
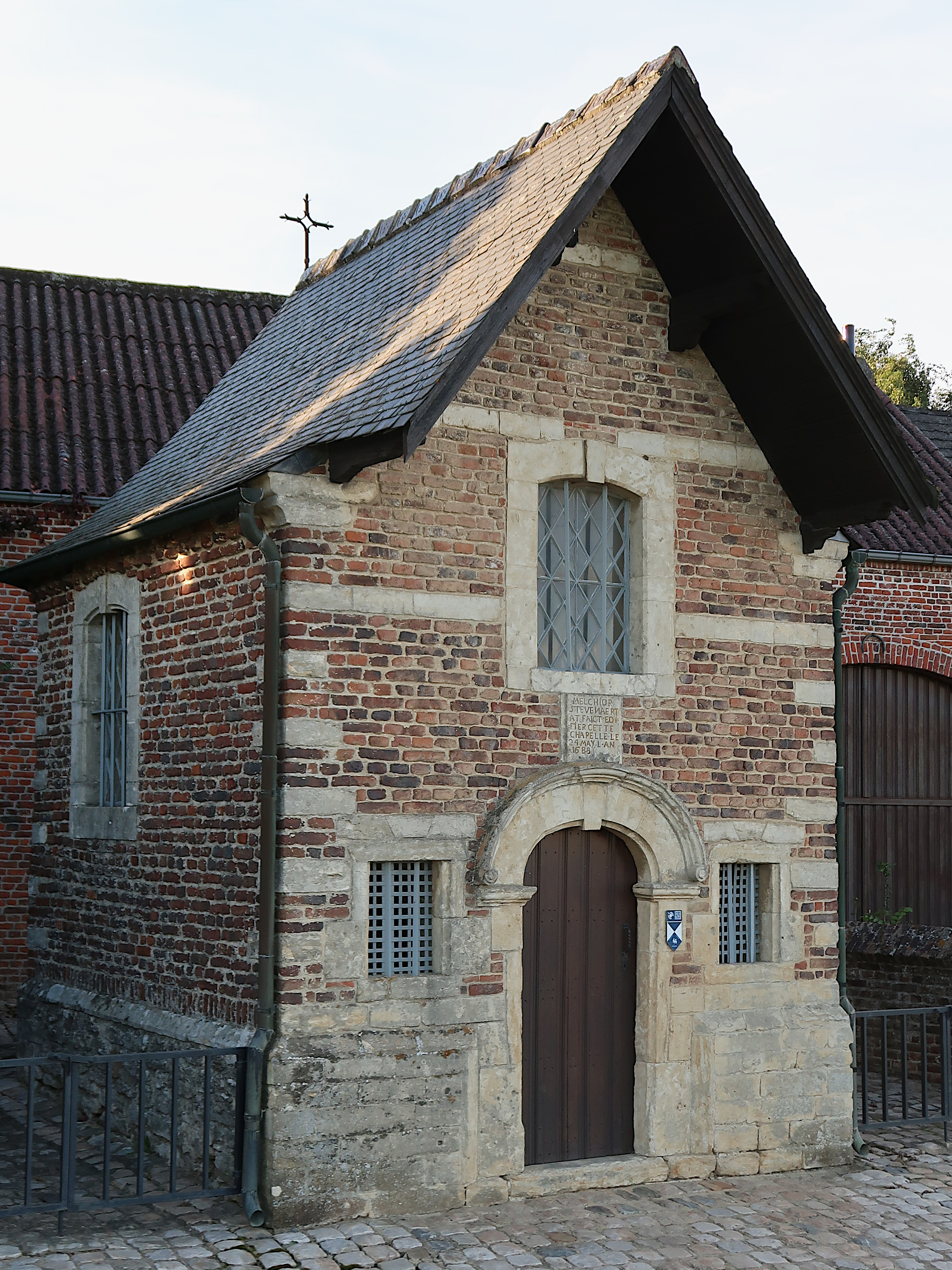
Kapel Notre-Dame des Sept Douleurs uit 1688
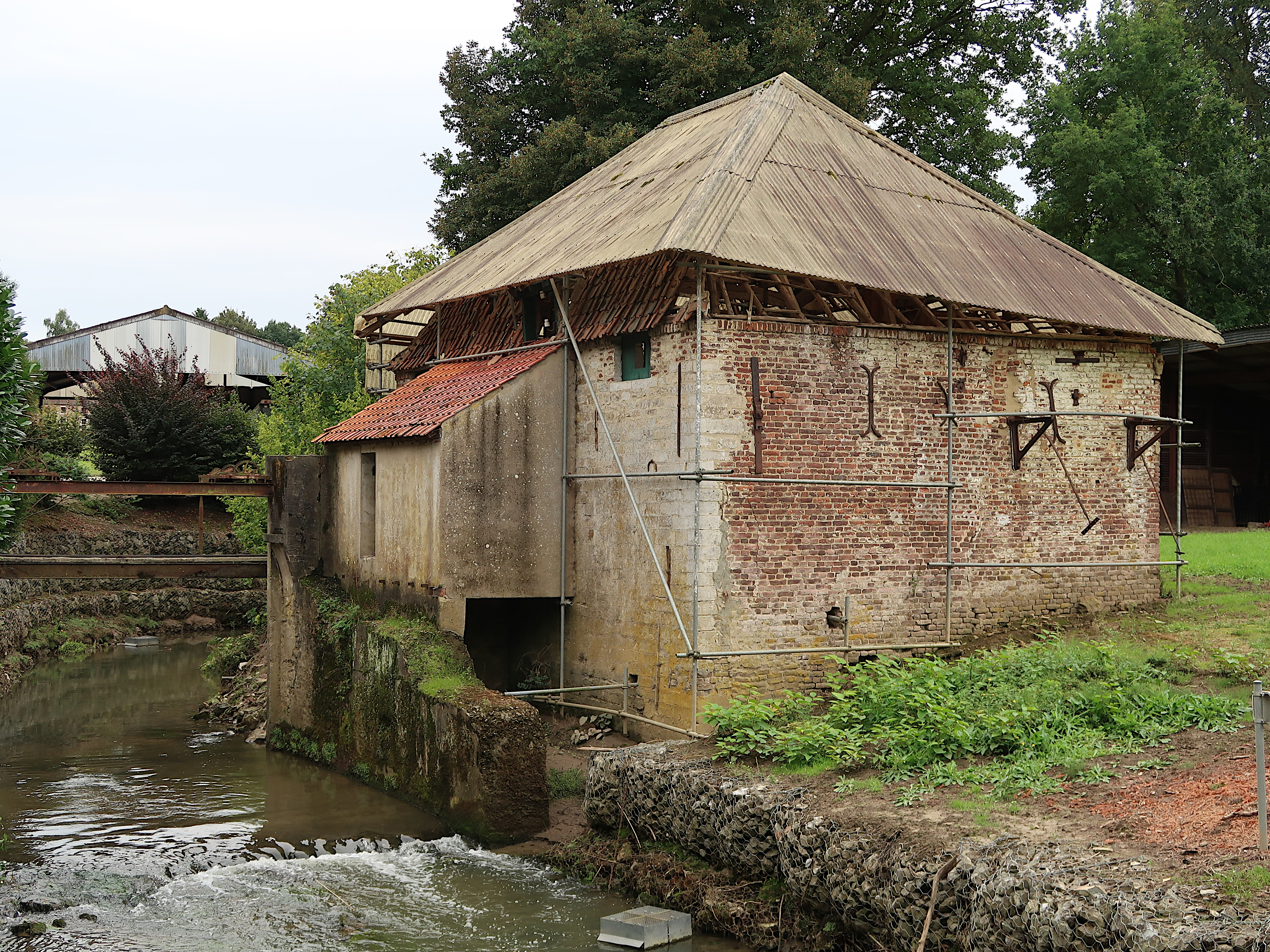
Molen Conard (met een voorlopige plastiek bescherming sedert 1993)
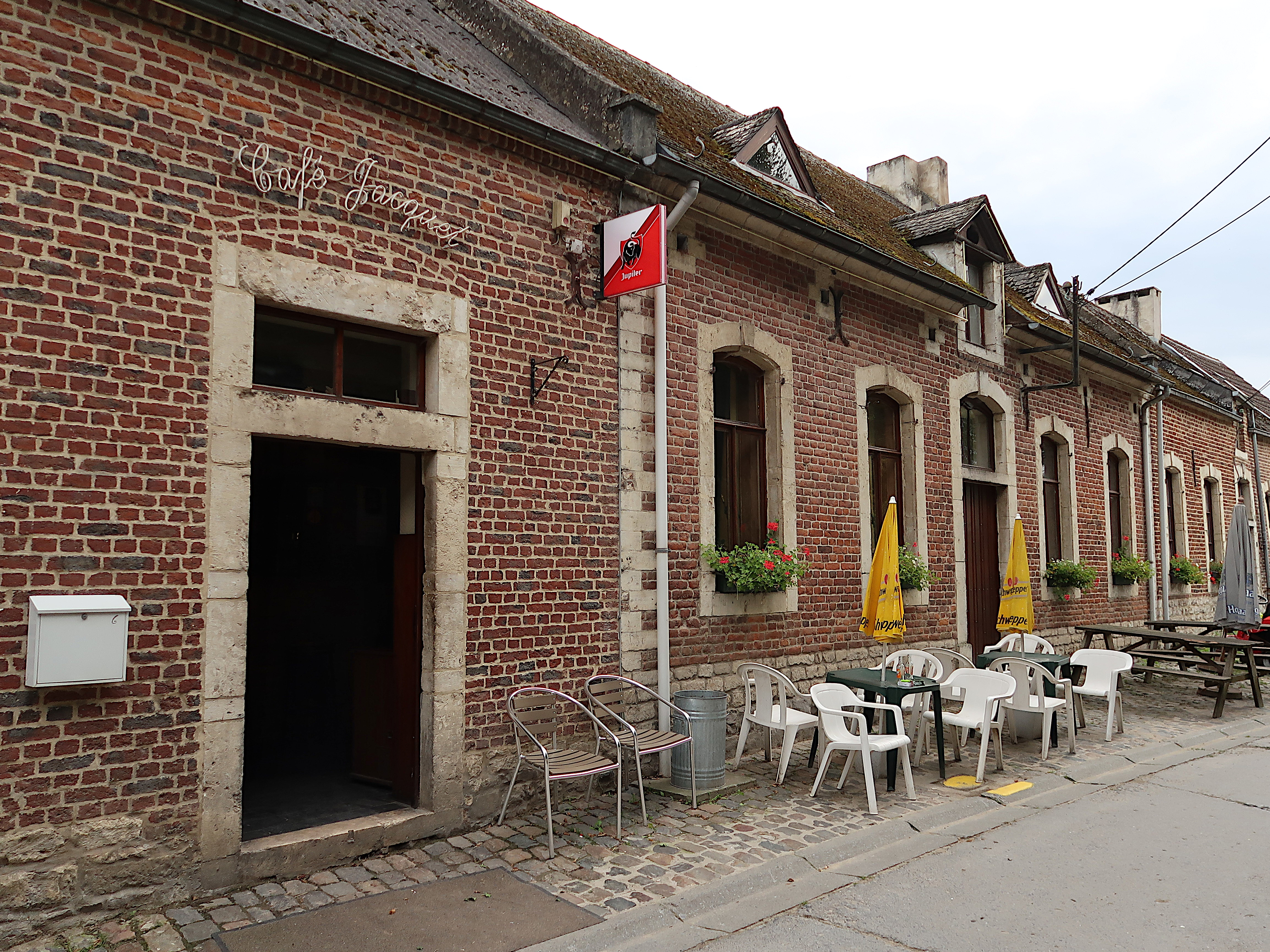
Café Jacquet
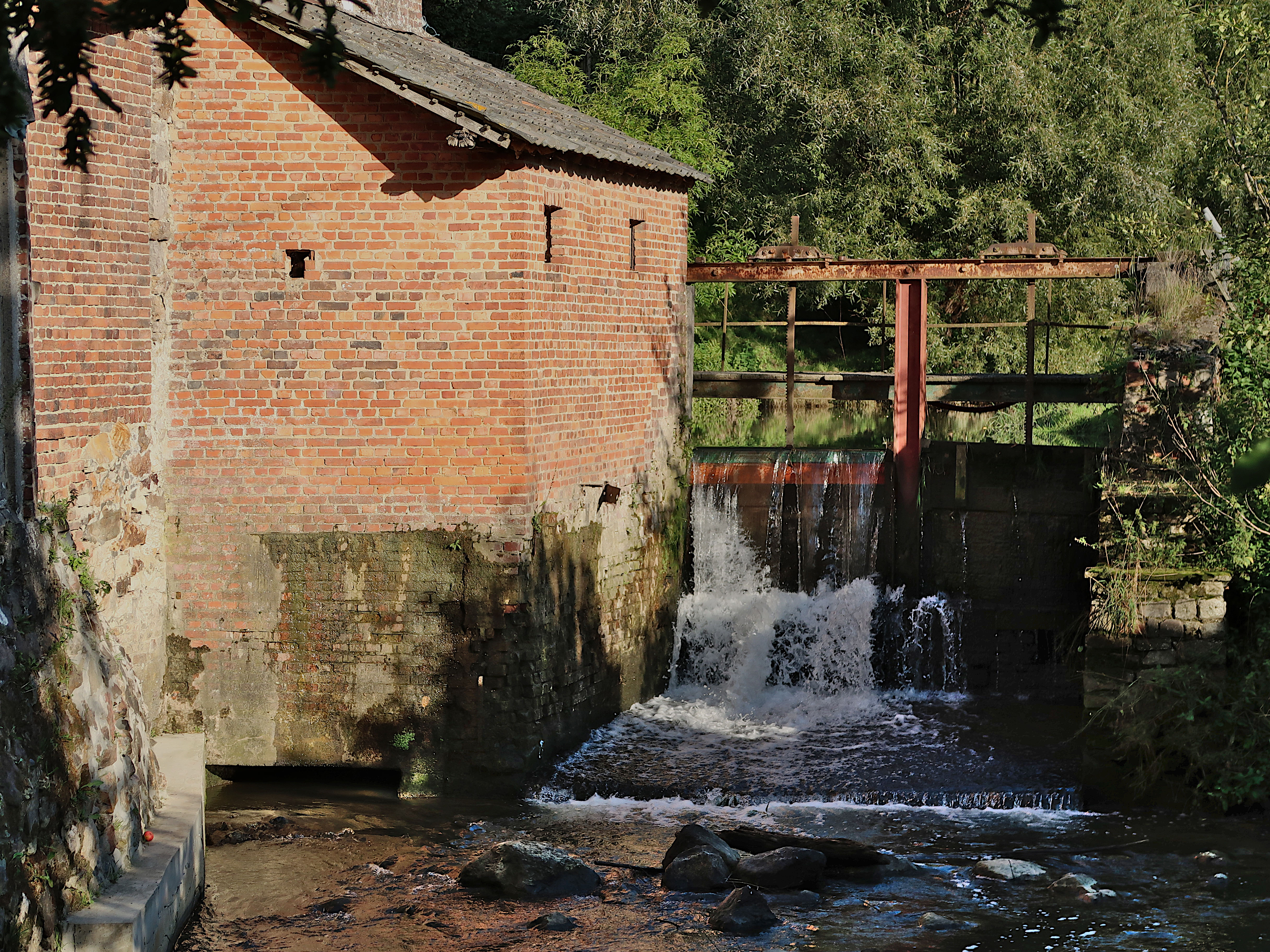
Molen de la Batterie

## Natuur en landschap
Jodoigne-Souveraine ligt aan de Grote Gete. De hoogte aan de kerk bedraagt 93 meter.

## Demografische ontwikkeling
- Bronnen:NIS, Opm:1831 tot en met 1970=volkstellingen

## Nabijgelegen kernen
Jodoigne, Lathuy, Dongelberg, Jauchelette
Deelgemeenten: Dongelberg · Geldenaken · Jauchelette · Lathuy · Malen · Opgeldenaken · Petrem · Sint-Jans-Geest · Sint-Remigius-Geest · Zittert-Lummen

Overige dorpen en gehuchten: Brocui · Genville · Gobertange · Herbais · Maison du Bois · Molembais-Saint-Josse · Piétremeau · Sint-Maria-Geest · Sart-Mélin

Belgische gemeenten · Arrondissement Nijvel · Waals-Brabant · Wallonië